# Kalle Johansson (artist)
Kalle Arvid Johansson, född 22 januari 1997 i Söderåkra i Kalmar län, är en svensk artist.

## Biografi
Johansson blev känd 2014, då han tävlade för P4 Kalmar i Svensktoppen nästa 2014 med låten "Den där dan". Han vann sedan tävlingen och fick därmed en plats i Melodifestivalen 2015. Där tävlade han med i den tredje deltävlingen i Östersund den 21 februari 2015 med bidraget "För din skull och hamnade sedan på en sjätteplats. "Den där dan" har även spelats på Sveriges Radio. I maj 2015 släppte Johansson singeln "Inte ge dig mera".

## Diskografi

### Singlar
- 2014 - Den där dan
- 2015 - Bara du kommer
- 2015 - För din skull
- 2015 - Inte ge dig mera